# ورزشکاه کلارنس سیدورف
ورزشکاه کلارنس سیدورف (به لاتین: Clarence Seedorf Stadion) یک ورزشگاه در سورینام است که در ناحیه پارا واقع شده‌است.